# Ternatus
Ternatus is een geslacht van spinnen uit de familie hangmatspinnen (Linyphiidae).

## Soorten
De volgende soorten zijn bij het geslacht ingedeeld:
- Ternatus malleatus Sun, Li & Tu, 2012[1]
- Ternatus siculus Sun, Li & Tu, 2012[1]

## Voorkomen
De soorten uit het geslacht komen voor in China.